# Datació absoluta
Les tècniques de datació absoluta permeten avaluar l'antiguitat d'objectes o restes arqueològiques en termes independents d'altres objectes d'estudi.
Per a tal fi s'utilitzen tècniques diverses basades en propietats físiques, sent les més comunes la datació per carboni-14, la termoluminescència i el paleomagnetisme.

## Datació per Carboni-14
Aquesta tècnica es fonamenta en la relació constant que hi ha als organismes vius entre els isòtops del carboni C-12 i C- 14, la qual és la mateixa que la que existeix en la naturalesa, pel fet que els éssers vius es troben en continu procés de formació i, per tant, les noves molècules que fixen el carboni atmosfèric en un organisme tenen la mateixa relació isotòpica que el carboni lliure a l'atmosfera. Quan un organisme mor, aquesta relació canvia, ja que l'isòtop C-14 és inestable i es descompon radioactivament amb el temps. D'aquesta manera, com que coneixem experimentalment la velocitat a la qual es produeix aquest procés de descomposició radioactiva, podem calcular quant de temps fa des que es va produir la mort de l'organisme que estem datant a partir de la diferència que existeix entre la relació C-12/C-14 mesurada en la mostra i la relació ambiental.
Aquesta tècnica, per tant, és aplicable allà on trobem restes de matèria orgànica que o bé siguin una resta arqueològica en si mateixos, com ara les restes humanes en un enterrament, o bé contextualment puguin associar com contemporanis a un resta arqueològica. Sempre s'ha de tenir en compte que el que es data mitjançant aquesta tècnica és la data en què es va produir la mort de l'organisme, no la data en què es va produir el fet històric, és a dir, es data quan es va tallar la fusta amb la qual es va construir una tomba, no quan es va realitzar l'enterrament. El límit màxim de datació per aquest mètode és d'uns 60.000 anys.

## Datació per termoluminescència
Es coneix com a  datació per termoluminescència  la capacitat que tenen alguns minerals, com el quars i els feldespats, per emetre llum quan són escalfats. L'origen d'aquesta emissió és la imperfecció de la seva estructura cristal·lina, que provoca que alguns electrons lliures se situïn en nivells energètics superiors al seu nivell fonamental. Quan es produeix una aportació de calor, part de l'energia es transmet a aquests electrons els quals, si se supera un límit d'energia, poden escapar-se de la trampa estructural en què es trobaven i baixar al seu nivell d'energia més baix o fonamental, emetent en aquell moment l'energia sobrant en forma de llum (la termoluminescència).
El com van arribar a situar-se els electrons en aquests estats energètics anòmals o trampes és mitjançant l'absorció de l'energia procedent de la radiació ambiental. Quan la radioactivitat natural present en l'ambient - la procedent dels isòtops radioactius naturals, com ara els del potassi (l'isòtop radioactiu K-40) - incideix sobre una estructura cristal·lina, pot provocar que un electró lliure absorbeixi l'energia incident augmentant el seu nivell energètic i que, abans de retornar al seu nivell fonamental, quedi atrapat en les trampes cristal·lines. Com més gran sigui la radiació que es rebi, major serà el nombre d'electrons atrapats i major serà la llum que s'emeti quan aquest material s'escalfa.
Veiem, per tant, que la quantitat de llum que s'emet en el moment de l'escalfament dependrà del temps que aquest material hagi estat rebent radiació ambiental. Perquè aquesta propietat física tingui utilitat en datació arqueològica es necessita, però, un calibratge dels electrons, un escalfament previ al moment en què la resta arqueològica va quedar enterrada, perquè en cas contrari estaríem mesurant l'edat del mineral, però no l'edat de la resta arqueològica.
És per això que aquest mètode s'aplica principalment a les ceràmiques. Durant la seva fabricació, l'escalfament que van patir al forn va alliberar tots els electrons de les seves trampes cristal·lines. Durant l'enterrament arqueològic, la radiació ambiental va provocar l'acumulació dels electrons en les trampes, de manera que el nombre d'ells - i, per tant, la intensitat d'emissió durant un escalfament - és en funció del temps d'enterrament. Si en el laboratori es controla la variació de l'emissió de llum en funció de la dosi rebuda procedent d'una font d'emissió calibrada, i s'obté la radiació ambiental a la zona d'enterrament a partir de l'anàlisi química del terreny o mitjançant mesuradors calibrats, podem obtenir l'edat de la ceràmica. Igual que en el cas del C14, hem de tenir en compte que el que es data en aquest cas és el moment en què es va fabricar la ceràmica, no el moment en què es va produir l'enterrament, encara que en general aquesta diferència temporal no és molt alta.
A la pràctica per a mesurar la termoluminescència d'un mineral es necessiten fer dues operacions: l'escalfament de la mostra i la mesura de la llum emesa.
Es posa la mostra en una placa calefactora. Seguidament, s'incrementa linealment la temperatura en una atmosfera de nitrogen, per evitar l'acció d'oxigen en l'aire, que podria provocar llum nociva a causa de la combustió de les restes orgàniques presents en la mostra ceràmica.
La mesura de la llum s'aconsegueix utilitzant un fotomultiplicador, el fotocàtode recull els fotons emesos per la mostra i els transforma en estímuls elèctrics. Aquests impulsos componen un corrent que mostra el flux lluminós produït pel mineral. Registrar aquest corrent en l'eix OY al mateix temps que la temperatura d'escalfament a l'eix OX d'un registrador, es té la corba anomenada "termograma" l'àrea és proporcional a la llum que emana el material.
A més de les ceràmiques, aquesta tècnica també s'ha aplicat amb èxit a vidres, maó i escòries de fosa, i també una tècnica habitual en l'autenticació de peces ceràmiques pertanyents a col·leccions de museus. El límit pràctic d'utilització és d'uns 200.000 anys.

## Datació per paleomagnetisme
Al llarg de la història del planeta el camp magnètic terrestre ha experimentat fluctuacions considerables i aparentment aleatòries, havent-se produït més inversions de la polaritat, les quals han provocat que durant algunes èpoques el pol nord magnètic se situés en el pol sud geogràfic i viceversa. La utilitat que aquesta propietat del camp magnètic terrestre té per a la datació de les restes arqueològiques és la següent: alguns minerals d'argila es comporten com  "petites brúixoles", ja que la seva conformació magnètica polar fa que s'orientin cap al pol nord magnètic quan es troben en suspensió lliure en un medi aquós. Si es produeix la seva decantació i deposició en un substrat fix, la seva orientació fixa, en aquest moment, la situació que en el moment de la deposició tenia el pol nord magnètic. Com hi ha un registre gràfic de les coordenades geogràfiques en què s'ha situat el pol nord magnètic al llarg del temps, obtingut a partir de sèries sedimentàries argiloses, podríem, en principi, conèixer el moment en què es va produir la deposició de la mostra a datar.
Aquest tipus de datació absoluta s'aplica principalment als fons argilosos de decantació, en tallers de fabricació de ceràmiques i, en general, a tota resta de la que tinguem constància que s'ha dipositat lliurement sobre un substrat ferm a partir d'aigua amb alt contingut en argiles. Perquè aquest tipus de datació sigui factible, cal que la mostra sigui obtinguda orientada, és a dir, hem de conèixer exactament l'orientació geogràfica de la resta argilosa abans de portar-la al laboratori per a la seva anàlisi. A més, com que el pol nord magnètic s'ha situat diverses vegades en les mateixes coordenades geogràfiques, aquest tipus de datació més que una data única sol donar dues o tres edats possibles per a la resta a datar, de les quals la correcta s'obtindrà a partir del context del jaciment.